# Кели, Маурицио
Маури́цио Ке́ли (итал. Maurizio Cheli; род. 4 мая 1959) — итальянский лётчик, астронавт Европейского космического агентства и 2-й астронавт Италии.

## Военная служба
Родом из деревни Дзокка, провинция Модена. После окончания в 1978 году лицея М. Мингетти в Болонье Маурицио Кели поступил в итальянскую Военно-воздушную академию в Поццуоли, где обучался в течение четырёх лет. В 1982—1983 гг. получал лётную практику на американских авиабазах Вэнс (Оклахома) и Холломан (Нью-Мексико).
В 1984 году направлен в 28-й авиакорпус 3-го воздушного крыла ВВС Италии. Затем поступил в военный колледж ВВС Италии, который окончил в 1987 году. В 1988 году прошёл обучение в Имперской школе лётчиков-испытателей в Боском-Даун (Великобритания). Там он был отмечен призом Маккенны (McKenna Trophy), как лучший курсант.
С 1989 года — лётчик-испытатель лётно-исследовательского центра ВВС в Пратика-ди-Маре, выполнял полёты на истребителе-бомбардировщике Tornado и самолёте-заправщике B-707 Tanker. Параллельно в 1989 году проходил обучение в Римском университете Ла-Сапиенца по геофизике и в Хьюстонском университете, где получил степень магистра наук по аэрокосмическому машиностроению.

## Космическая подготовка
В 1990—1992 гг. в Италии проходил отбор кандидатов для Европейского отряда астронавтов (набор ESA-2). Из 330 желающих, допущенных к рассмотрению, в отряд попал лишь один итальянец — Маурицио Кели. Это произошло в мае 1992 года. В августе 1992 — августе 1993 года Кели проходил общекосмическую подготовку в Центре им. Джонсона в США.
Получив квалификацию специалиста полёта, Маурицио Кели был назначен в экипаж миссии STS-75.

## Полёт на «Колумбии»
Свой единственный космический полёт 36-летний Маурицио Кели совершил в качестве специалиста полёта 22 февраля — 9 марта 1996 года. Основными задачами миссии STS-75 были выполнение экспериментов по программам TSS-1R (вторая попытка вывести на орбиту привязной спутник после неудачного опыта в ходе STS-46 в 1992 году), а также экспериментов по материаловедению и физике конденсированного состояния по программе USMP-3 (United States Microgravity Payload).
Продолжительность полёта составила 15 суток 17 часов 41 минуты 30 секунды.
Статистика
| # | Стартовый корабль | Старт, UTC        | Экспедиция | Корабль посадки | Посадка, UTC      | Налёт                      | Выходы в открытый космос | Время в открытом космосе |
| - | ----------------- | ----------------- | ---------- | --------------- | ----------------- | -------------------------- | ------------------------ | ------------------------ |
| 1 | Колумбия STS-75   | 22.02.1996, 20:18 | STS-75     | Колумбия STS-75 | 09.03.1996, 13:58 | 15 суток 17 часов 40 минут | 0                        | 0                        |

## Послеполётная деятельность
30 июня 1996 года Маурицио Кели покинул отряд астронавтов ЕКА и вернулся на службу в ВВС Италии. Работал в авиакорпорации Alenia Aeronautica. С 1998 года являлся главным лётчиком-испытателем боевых самолётов, в частности, Eurofighter Typhoon. Общий налёт составляет более 4500 часов на 50 с лишним самолётах.

## Семья, увлечения
Маурицио Кели женат на Марианне Мерше, бельгийском враче, также бывшем члене отряда астронавтов ЕКА. Увлекается футболом, велосипедом, теннисом, путешествиями.